# روبرت فريدمان
روبرت فريدمان (بالإنجليزية: Robert Friedman)‏ هو شخصية أعمال ومنتج أفلام أمريكي، ولد في 24 مارس 1956.

## وصلات خارجية
- الموقع الرسمي
- روبرت فريدمان على موقع IMDb (الإنجليزية)
- روبرت فريدمان على موقع قاعدة بيانات الفيلم (الإنجليزية)